# Kult Nejvyšší bytosti

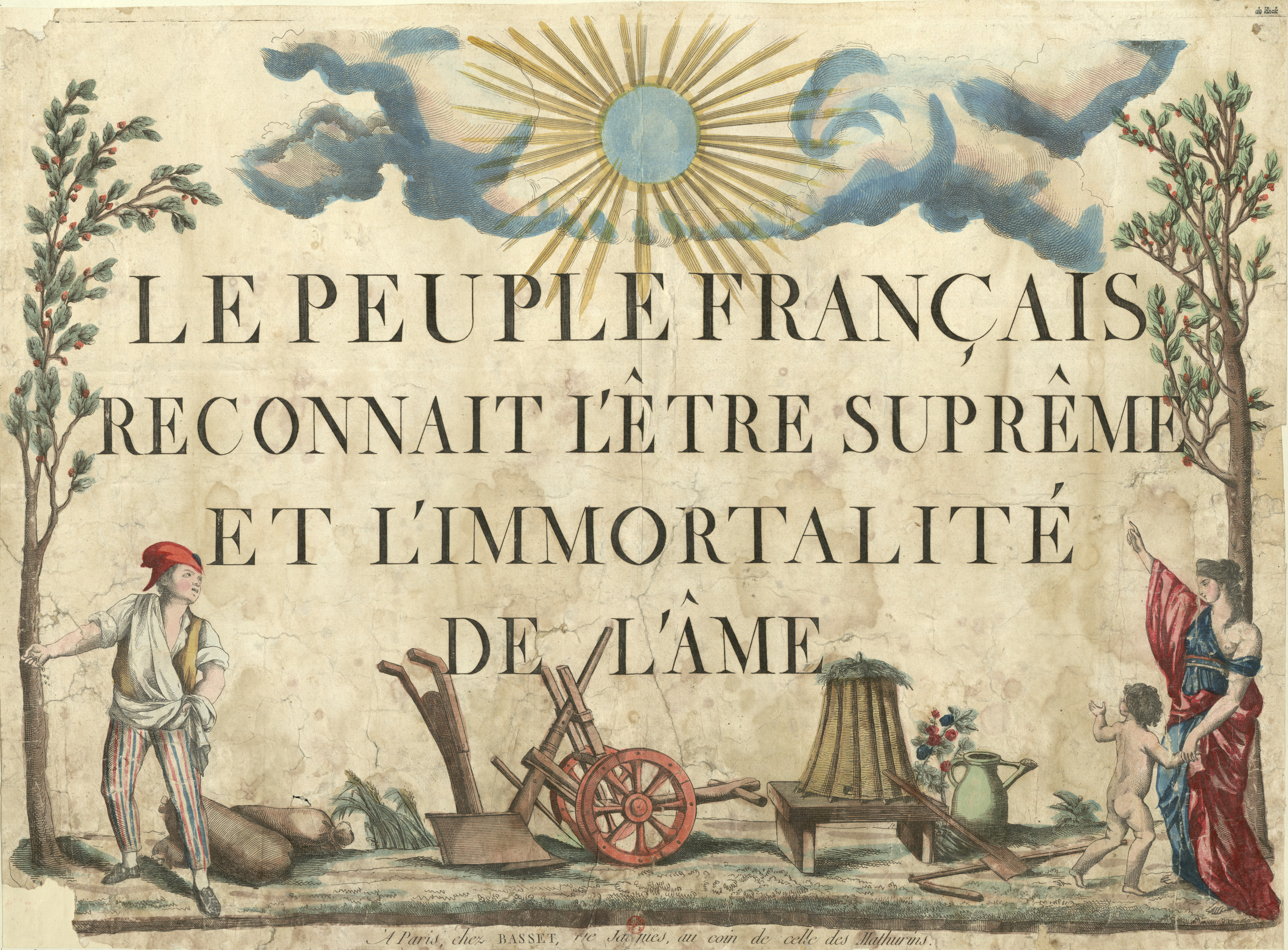
„Francouzský lid uznává Nejvyšší bytost a nesmrtelnost duše“ (vytištěno v roce 1794)

Kult Nejvyšší bytosti (francouzsky Culte de l'Être suprême) byl deistický náboženský systém, vytvořený ve Francii za velké francouzské revoluce z iniciativy Maximiliena Robespierra s úmyslem nahradit křesťanství jako státní náboženství nového státu.

## Východiska

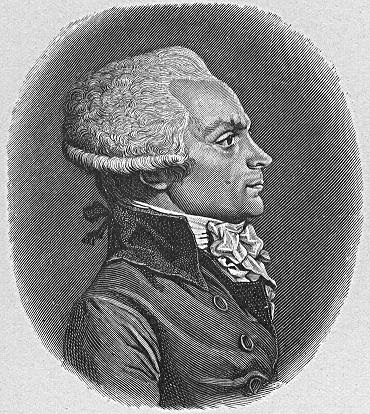
Maximilien Robespierre (1758–1794)

Po celou dobu svého vývoje bylo revoluční hnutí ve Francii úzce spojeno s deistickými a ateistickými myšlenkami a římskokatolická církev patřila k jeho hlavním oponentům. První ucelenější systém, který vznikl, byl kult Rozumu, vytvořený Jacquesem Hébertem a A. F. Momorem, vlastně ateisticko-humanistické pseudonáboženství, které mělo podporovat lidskou schopnost sebezdokonalení pomocí rozumu. Kult fungoval pouze krátce v roce 1793. Na přelomu let 1793–1794 Robespierre obřady tohoto kultu zakázal a navrhl svou vlastní vizi kultu Nejvyšší bytosti, kterou představil Národnímu konventu 7. května 1794.

## Myšlenky
Oproti kultu Rozumu viděl Robespierre v rozumu pouze prostředek ke konečnému cíli, kterým byla dle jeho názoru ctnost v občansko-společenském smyslu antické filosofie, která se projevovala oddaností svobodě a demokracii. Základními principy kultu Nejvyšší Bytosti byla víra v božstvo a v nesmrtelnost lidské duše. Robespierre viděl v náboženství především „společensky užitečný“ prostředek „stálého připomínání spravedlnosti“ ve společnosti.

## Slavnost Nejvyšší bytosti

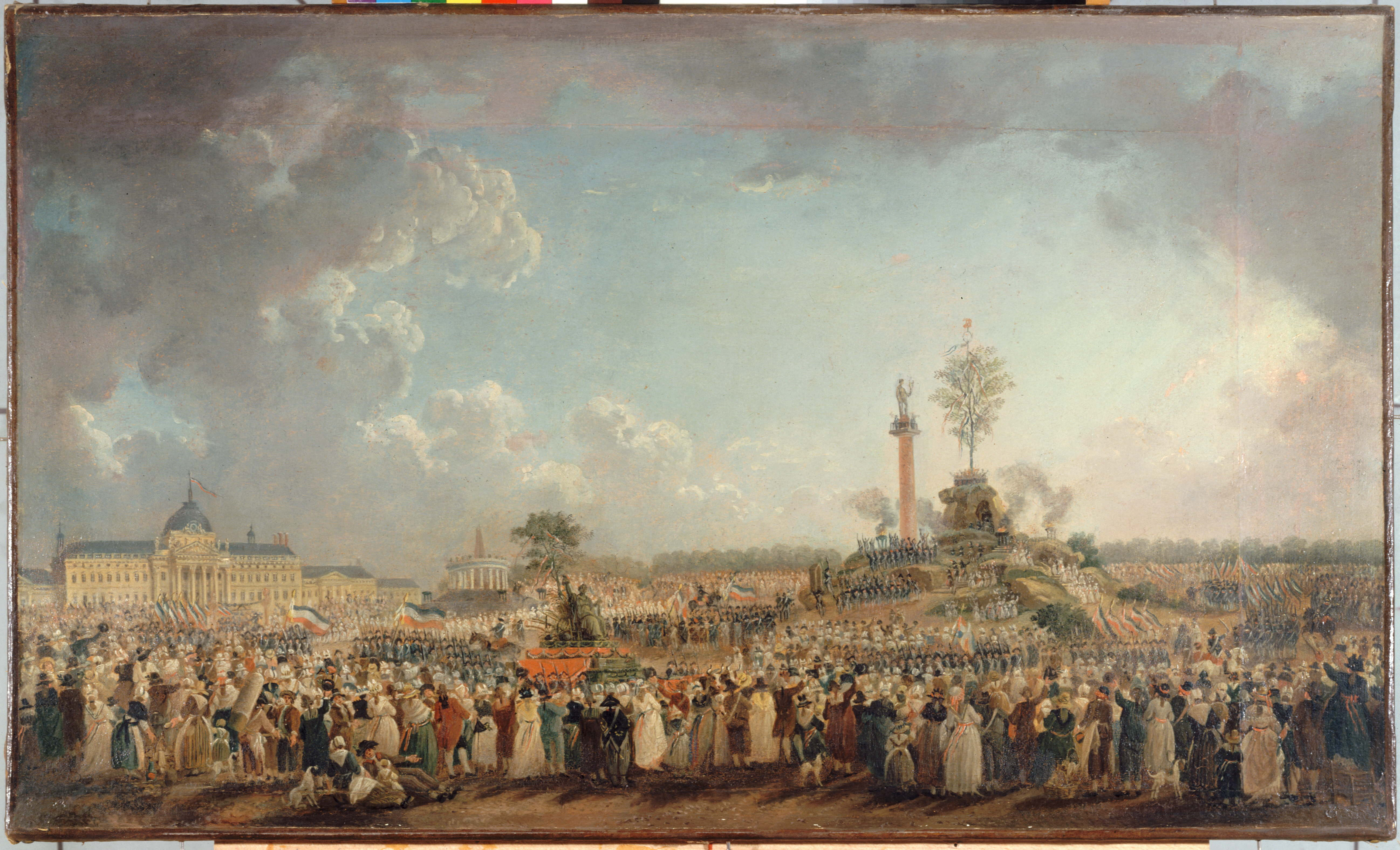
Slavnost Nejvyšší bytosti na obraze Pierra-Antoina Demachyho

Kult Nejvyšší bytosti prohlásil Robespierre za státní náboženství 20. prairialu roku II (8. června 1794) na slavnosti Nejvyšší bytosti, která měla být první slavností tohoto druhu a měla se opakovat každý desátý den (po vzoru křesťanské neděle, viz francouzský revoluční kalendář). Podobná událost se měla odehrát v každém městě, nejmasověji však v Paříži, kde rituál na Martových polích zorganizoval malíř Jacques-Louis David.

## Zánik
Kult Nejvyšší bytosti ztratil veškerý společenský význam po Robespierrově popravě a brzy zmizel z veřejného života, formálně ho zakázal Napoleon v roce 1802.